# Xylophanes elara
Espèce
Xylophanes elara est une espèce de lépidoptères de la famille des Sphingidae, de la sous-famille des Macroglossinae, tribu des Macroglossini, sous-tribu des Choerocampina, et du genre Xylophanes.

## Historique et dénomination
- L'espèce Xylophanes elara a été décrite par l'entomologiste britannique Herbert Druce  en 1878, sous le nom initial de Darapsa elara[1].
- La localité type est le Paraguay.

### Synonymie
- Darapsa elara Druce, 1878 Protonyme
- Choerocampa elicius Möschler, 1882
- Theretra perviridis Rothschild, 1894[2].

## Biologie
Les larves se nourrissent sur des plantes des familles des Rubiaceae et des Malvaceae.

## Distribution
Il se trouve au Paraguay, Surinam, Guyane, Venezuela, Bolivie et au Brésil